# FestivalMar
FestivalMar è il settantanovesimo singolo discografico e il sesto in digitale di Cristina D'Avena, pubblicato nel 2014.

## La canzone
Prodotta e arrangiata da Cristiano Macrì, FestivalMar è la sigla della manifestazione canora omonima, uscita in singolo su Itunes
Della canzone esistono due versioni, di cui la seconda con testo differente e il titolo cambiato in Vieni con noi (anche questa presente nello stesso singolo digitale).

## Tracce
Lato A
Testi di Cristina D'Avena, musiche di Cristiano Macrì.
1. Cristina D'Avena – FestivalMar – 3:00

Durata totale: 3:00
Lato B
Testi di Cristina D'Avena, musiche di Cristiano Macrì.
1. Cristina D'Avena – Vieni con noi – 2:58

Durata totale: 2:58

## Formazione
- Cristiano Macrì – tastiere, programmazione, produzione e arrangiamento